# Никола Тагаров
Никола Алексов Тагаров, Тагарев или Тагарски е български революционер, деец на Вътрешната македонска революционна организация.

## Биография
Роден е в малешевското село Смоймирово. По време на Първата световна война се присъединява към Българската армия в Никопол. След войната се завръща в Смоймирово, което е върнато на Сърбия. Мобилизиран е в Сръбската армия в 1920 година и дезертира в България, където влиза във възстановената ВМРО. Многократно навлиза с чети във Вардарска  Македония. В 1923 година е четник на Стоян Кантуров и Стефан Давидов. През юли 1923 година или на 20 септември 1923 година, в местността Шабаница, Беровско, след предателство, четата се сблъсква със сръбска част от 30 души и в сражението Тагаров е ранен и впоследствие умира от раните си. Предателката е наказана от четата на Димитруш Бероев.
На 19 април 1943 година баща му Алекса Спасев Тагарев, на 90 години, родом от Смоймирово и жител на Смоймирово, подава документи за българска народна пенсия. Молбата е одобрена и пенсията е отпусната от Министерския съвет на Царство България.